# Duchovenstvo

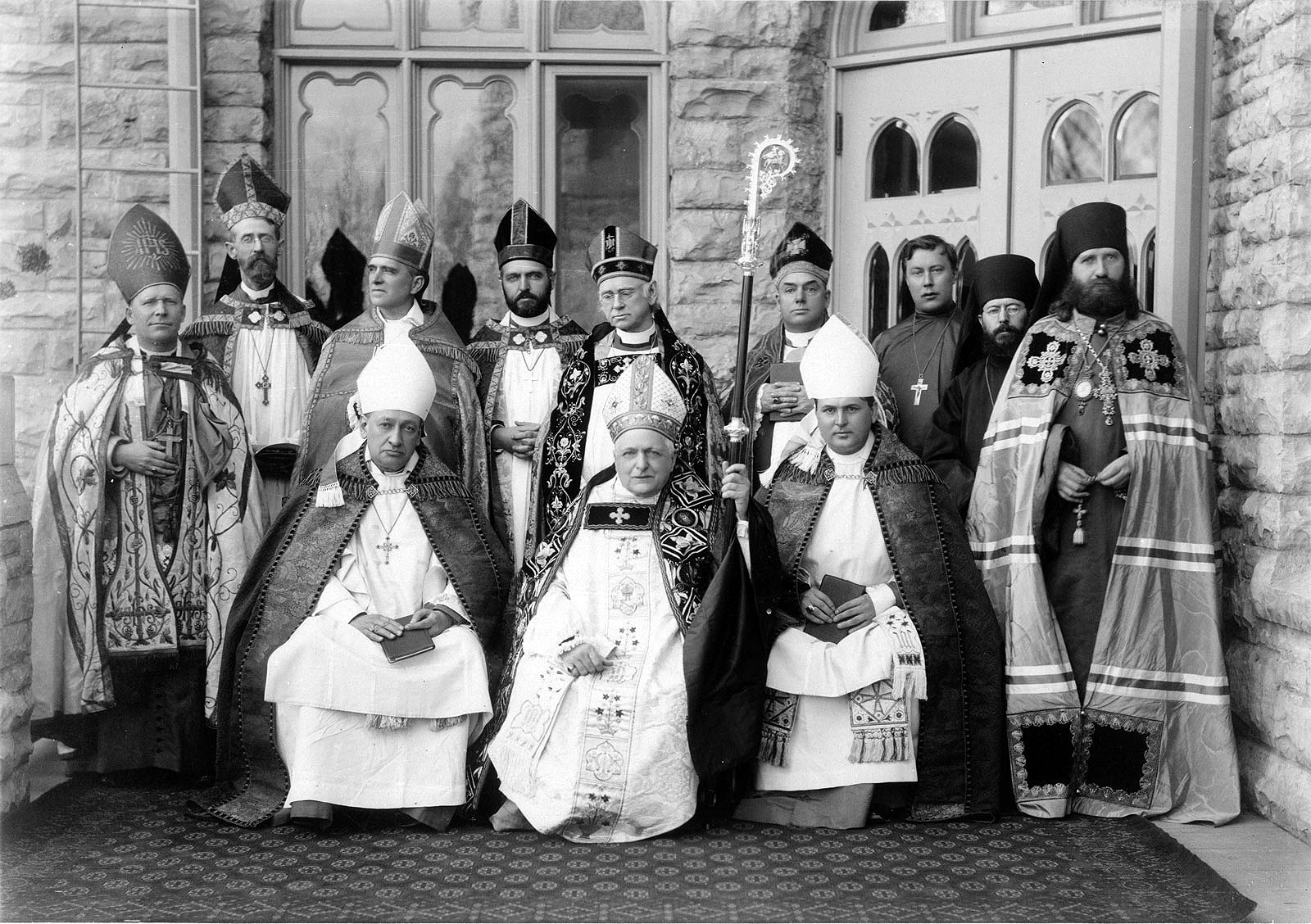
Duchovní několika konfesí

Duchovenstvo (resp. klérus nebo duchovní stav) je obecný pojem popisující skupinu formálních náboženských vůdců.

## Charakteristika

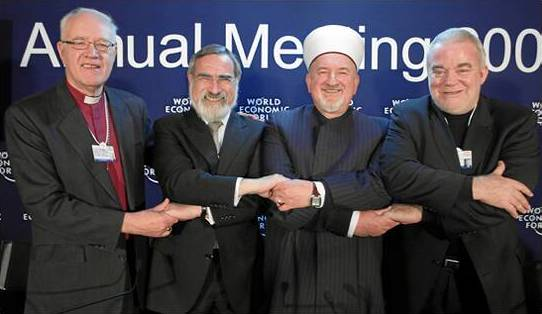
Zástupci různých náboženských směrů

Duchovenstvo obvykle řídí rituální záležitosti náboženského života a šíří náboženské učení a praxi. Členové duchovenstva se obecně nazývají duchovní nebo klerici.
Ruské označení pravoslavného duchovenstva ve smyslu symbolického odlišení od osob světských je klir či kliros (rusky клир, z řeckého κλήρος – los, náhoda, osud, apod.)
Záležitosti duchovenstva jsou v mnoha zemích upravovány a chráněny zvláštními zákony a duchovní mohou mít i některá privilegia. V některých případech je duchovenstvo financováno nebo spolufinancováno státem (například prostřednictvím výběru zvláštního náboženského poplatku), ale obvykle hrají hlavní úlohu příspěvky ze strany věřících.